# The Foreigner - Lo straniero
The Foreigner - Lo straniero (The Foreigner) è un film del 2003, diretto da Michael Oblowitz. È il primo dei molti direct-to-video interpretati da Steven Seagal.

## Trama
L'ex agente del Governo degli Stati Uniti d'America, Jonathan Cold, è stato incaricato dai suoi vecchi capi della CIA di portare un pacco attraverso l'Europa. Presto si dovrà accorgere che l'oggetto del suo incarico interessa a molte persone disposte a tutto pur di fermarlo. Sarà un viaggio lungo e pieno di guai.